# Sebastian Mielcarek
Sebastian Mielcarek (ur. 5 sierpnia 1971 w Poznaniu) – polski kierowca wyścigowy i przedsiębiorca. Pięciokrotny zwycięzca Wyścigowych Samochodowych Mistrzostw Polski.

## Życiorys
Urodził się w 1971 w rodzinie kierowcy rajdowego i wyścigowego Andrzeja Mielcarka (sześciokrotnego mistrza Polski). Jego starszy brat, Xawery, również był kierowcą wyścigowym (wielokrotny mistrz Polski). Absolwent Liceum Ogólnokształcącego im. Mikołaja Kopernika w Puszczykowie oraz Wydziału Maszyn Roboczych i Pojazdów Politechniki Poznańskiej.
Od 1985 roku startował w kartingu, a od roku 1990 w wyścigach i rajdach samochodowych. Wielokrotnie startował w wyścigowych rozgrywkach pucharowych, startując również za granicą. Startował autami marki Fiat 125p, Fiat Cinquecento Sporting, Opel Astra GSI, VW Scirocco, Honda CRX, Honda Civic, Renault Megane, Alfa Romeo 156, BMW M3 GTR, Porsche 911 Cup, Lamborghini Huracán Evo2.
Zawodowo zajmuje się branżą motoryzacyjną, nieruchomości i turystyczną. Wraz z żoną Wiolettą zajmuje się również hodowlą drobiu.
Jest prawnukiem kupca i przemysłowca, działacza politycznego i gospodarczego, duńskiego konsula honorowego Stefana Kałamajskiego. Jego dziadek Xawery Jankowiak startował przed wojną w wyścigach motocykli, a po wojnie w rajdach samochodowych.
W 1990 roku odznaczony Honorową Odznaką Automobilklubu Wielkopolski.

## Wyniki
Wyścigowe Samochodowe Mistrzostwa Polski:
- 1993: międzynarodowy mistrz Polski oraz mistrz Polski w klasie H-1600 (podwójny tytuł)[2]
- 1994: 3. miejsce w klasie Inter H-1600[3]
- 1995: mistrz Polski w pucharze Cinquecento Sporting[4]
- 1996: 7. miejsce w pucharze Cinquecento Sporting[5]
- 1997: wicemistrz Polski w pucharze Cinquecento Sporting oraz pucharze Renault Megane Coupe[6]
- 1998: mistrz Polski w pucharze Renault Megane Coupe oraz wicemistrz w klasie N-2000[7]
- 1999: 3. miejsce w pucharze Renault Megane Coupe oraz 11. miejsce w klasie N-2000 - Opel Astra GSI[8]
- 2000: 3. miejsce w pucharze Alfy Romeo[9]
- 2017: 2 wicemistrz Polski w klasie D4+3500 (wraz z Radosławem Kordeckim) - Porsche GT3[10]
- 2020: 3. miejsce w klasie D4+3500 (wraz z Radosławem Kordeckim) - Porsche GT3[10]
- 2021: mistrz Polski w Klasie D4+3500 - Lamborghini Huracan[11]
- 2021: wicemistrz Polski Endurance  (wraz z Tomaszem Magdziarzem) - Porsche GT3 Cup[12]
- 2021: Wicemistrz Polski Endurance Klasyfikacja Indywidualna - Porsche GT3 Cup[13]
- 2024: 3. miejsce - Lamborghini Huracan[14]